# Maria Cuțarida-Crătunescu
Maria Cuțarida-Crătunescu, född 1857, död 1919, var en rumänsk läkare. Hon blev 1884 den första kvinnliga läkaren i Rumänien.